# Geschichte der Polizei Niedersachsen

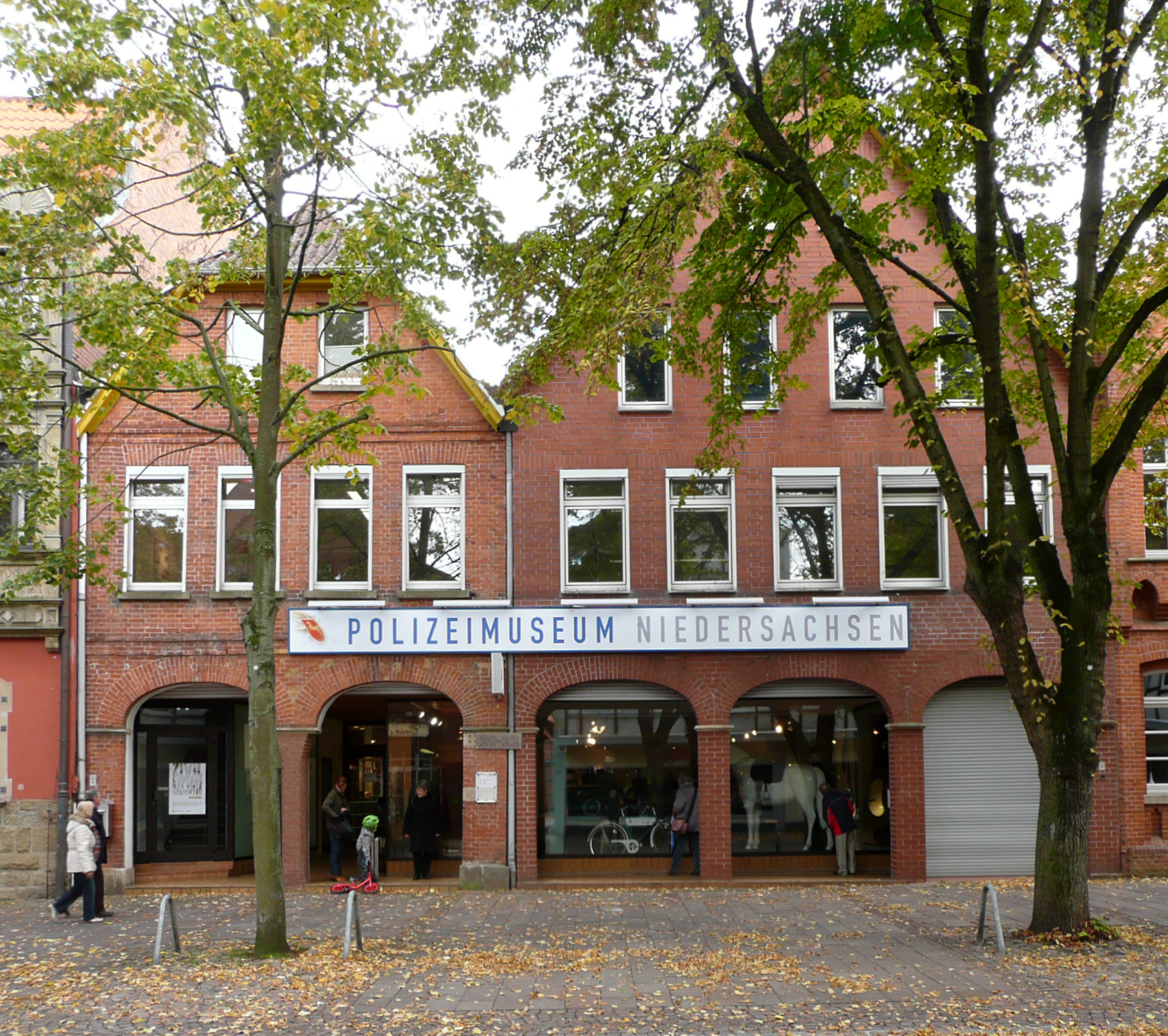
Sitz des Polizeimuseums Niedersachsen in Nienburg

Die Geschichte der Polizei Niedersachsen setzt unmittelbar mit dem Ende des Zweiten Weltkriegs ein. Die britische Besatzungsmacht reorganisierte sofort die Polizei, die in den ersten Jahren eine vom Besatzungsrecht gezeichnete, weitgehend dezentralisierte und kommunale Struktur aufwies. Geburtsstunde der Polizei Niedersachsen war der 1. April 1951, als das Polizeigesetz Niedersächsisches Gesetz über die öffentliche Sicherheit und Ordnung (SOG) in Kraft trat. Das vom Niedersächsischen Landtag beschlossene Gesetz begründete eine einheitliche Landespolizei unter zentraler Führung durch das Niedersächsische Innenministerium.
Die Entstehung und Entwicklung der niedersächsischen Landespolizei stellt das Polizeimuseum Niedersachsen in Nienburg/Weser dar.

## Nachkriegschaos

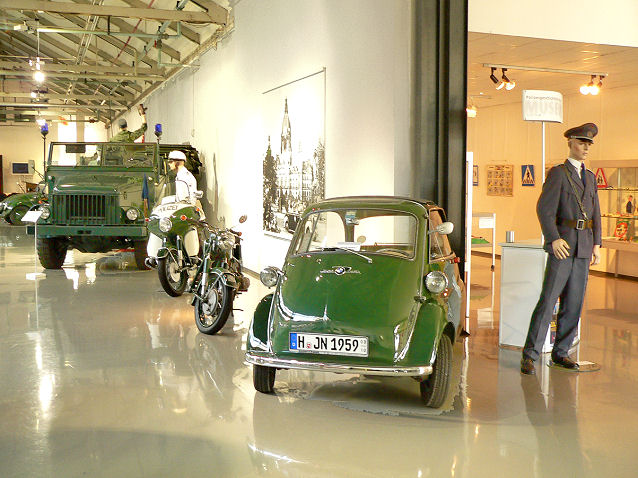
Frühere Ausstellungshalle des Museums in Hannover

Die Weichen für den Aufbau einer funktionsfähigen Polizei nach dem Zweiten Weltkrieg im Gebiet des heutigen Niedersachsen, das Teil der britischen Besatzungszone war, hatte die britische Armee schon bei ihrem Einmarsch im April 1945 gestellt. Durch die Auflösung der staatlichen Ordnung und die chaotischen Nachkriegsverhältnisse (siehe auch: Serienmörder Rudolf Pleil) mit Lebensmittelknappheit, Obdachlosigkeit, Flüchtlingsströmen, Plündereien, Schwarzmarktschiebereien war die öffentliche Sicherheit nicht mehr gegeben. Auch gab es Schwerkriminalität durch umherziehende Banden, die bewaffnet Überfälle begingen, raubten und stahlen. Vielfach waren darunter Displaced Persons aus osteuropäischen Ländern, die nach Deutschland zur Zwangsarbeit verschleppt worden waren. Sie wurden bei Kriegsende von den Alliierten aus Konzentrationslagern, Kriegsgefangenschaft oder Arbeitslagern befreit.

## Polizeiaufbau durch die Briten

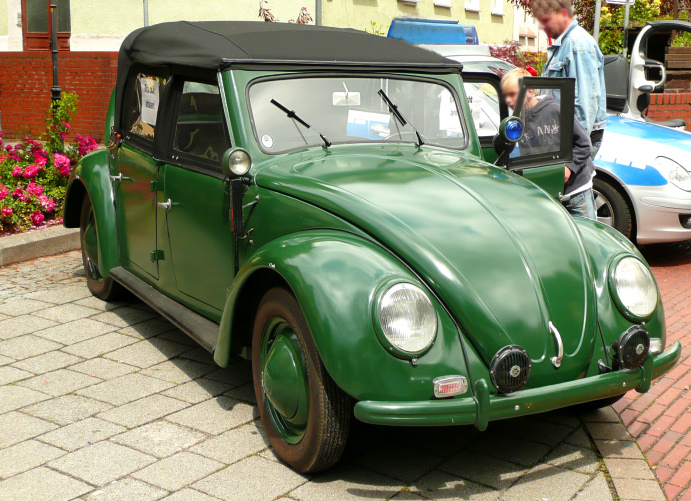
VW Käfer Cabrio als Polizeifahrzeug von etwa 1950

Die britische Militärregierung löste zunächst die Polizeieinrichtungen des NS-Staates auf und übernahm deren Aufgaben. Um die öffentliche Sicherheit wiederherzustellen, reorganisierten die Briten ab Mitte 1945 die Polizei in ihrer Besatzungszone. Dazu wurden deutsche Polizisten eingestellt, die mit Schlagstöcken statt mit Schusswaffen ausgestattet waren. In den ersten Monaten gab es wegen der allgemeinen Knappheit keine Uniformen. Die Beamten trugen Zivilkleidung mit einer weißen Armbinde mit der Aufschrift "MG Police" (Military Government Police). Die Briten schufen eine Einheitspolizei, in der die Kriminalpolizei, die ab 1939 organisatorisch eng mit dem SS-nahen Reichssicherheitshauptamt verflochten war, ihre Sonderrolle entzogen wurde. Die Kriminalpolizei war laut der britischen "Fachlichen Anweisung zur Reorganisation der deutschen Kriminalpolizei in der britischen Zone" untergeordneter Teil der Gesamtpolizei. Die Rolle als eigenständige Sparte erhielt sie erst 1952 zurück.
Erste schriftliche Befehle zur Polizeiorganisation erließ die britische Militärregierung im September 1945. Der Polizeiaufbau erfolgte nach britischem Vorbild mit weitgehend dezentralisierter Struktur. Gründe für die Schaffung von Stadt- und Regionspolizeien unter kommunaler Hoheit waren auch die Bedenken der britischen Besatzungsmacht, die Polizei könnte einen militärischen Charakter annehmen oder durch eine totalitäre Regierung missbraucht werden. Der neuen deutschen Polizei wurden die früheren verwaltungspolizeilichen Aufgaben, wie Gewerbepolizei, Meldepolizei, Theaterpolizei, Veterinärpolizei und Baupolizei, entzogen und den Verwaltungsbehörden übertragen. Die britische Militärregierung sorgte dafür, dass erstmals Frauen als uniformierte "Weibliche Polizei" eingestellt wurden. Dieses Projekt wurde jedoch nach einigen Jahren aufgegeben. Das Modell der bereits vor dem Zweiten Weltkrieg vorhandenen Weiblichen Kriminalpolizei, die hauptsächlich für Jugendliche zuständig war, wurde fortgeführt. Diese Sparte ging 1974 in der Kriminalpolizei auf.

## Übergabe durch die Briten

Polizeistern Niedersachsen auf Tschako

Durch das Übergangsgesetz vom 23. April 1947 wurde die Polizei im Land Niedersachsen von der britischen Militärregierung an deutsche Stellen übergeben.
Die Polizei behielt aber weiterhin, wie von den Briten bereits kurz nach Kriegsende initiiert, ihre kommunale Struktur mit einzelnen Polizeiämtern. Folgende Polizeibehörden bestanden:
- 2 Stadtkreis-Polizeien in Hannover und Braunschweig als Städte mit mehr als 100.000 Einwohnern
- 8 Regierungsbezirks-Polizeien in der Fläche in Aurich, Braunschweig, Hannover, Hildesheim, Lüneburg, Oldenburg, Osnabrück, Stade
- Wasserschutzpolizeigruppe
- Polizeischule
- Landeskriminalpolizeiamt

Die einzelnen Polizeiämter wurden von einem Chef der Polizei geleitet. Die Trägerschaft und Kontrolle der Polizei oblag Polizeiausschüssen, denen der Polizeichef rechenschaftspflichtig war. Die Ausschüsse bestanden aus Vertretern der jeweiligen Kommunalverwaltungen.

## Frühe Bildung überregionaler Polizeieinrichtungen
Trotz polizeilicher Dezentralisierung sah die britische Militärregierung die Notwendigkeit, überregionale Polizeieinrichtungen zur Bekämpfung der schweren Kriminalität zu schaffen. Zentrale Einrichtung ihres Besatzungsbereichs wurde das "Zonal Bureau" (deutsch: Kriminalpolizeiamt für die Britische Zone) in Hamburg. Ein Ableger für die Gebiete des damals noch nicht bestehenden Niedersachsens (Länder Oldenburg, Braunschweig, Schaumburg-Lippe, Hannover) war das Anfang 1946 eingerichtete "Regional Records Bureau" (deutsch: Kriminalpolizeizentrale) in Hannover, aus dem sich später das Landeskriminalamt Niedersachsen entwickelte.

## Ausbildungsanfänge

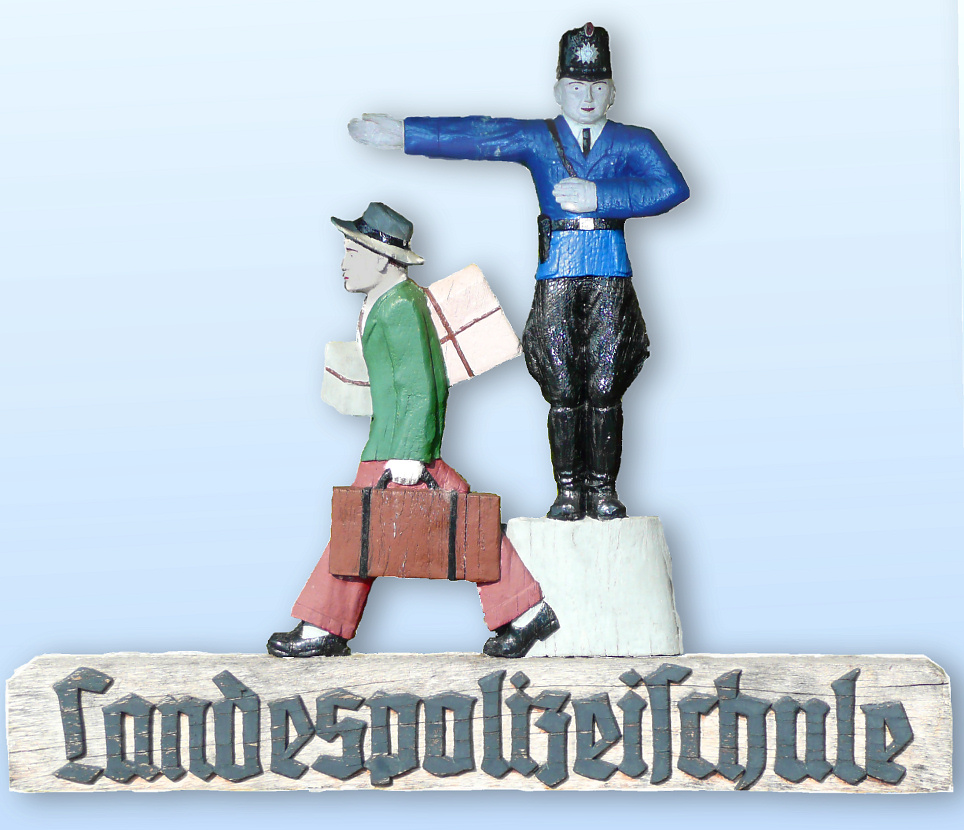
Begrüßungsschild für Polizeischüler der früheren Landespolizeischule Niedersachsen (heute Studienort der Polizeiakademie) in Hann. Münden

Gemäß britischer Weisung wurde für die Polizeiausbildung in der Region Hannover, die damals etwa dem heutigen Niedersachsen entsprach, eine Polizeischule in einer Kaserne am Welfenplatz in Hannover eingerichtet. Sie nahm im September 1945 den Betrieb für Schutzpolizeibeamte auf. Die Lehrgangsdauer betrug anfangs 2 und später 3 Monate, da die Beamten dringend im exekutiven Einsatz benötigt wurden. Ab dem Frühjahr 1946 durchliefen auch Kriminalpolizeibeamte eine Kurzausbildung.
Im Mai 1946 wurde die Polizeischule auf Befehl der britischen Militärregierung nach Hann. Münden verlegt. Um den Sitz hatten sich 27 Städte in der Britischen Besatzungszone beworben. Hauptkriterium für die Auswahl von Hann. Münden waren die großzügigen räumlichen Bedingungen in der früheren Gneisenau-Kaserne, die 1934 für Pioniere entstand. 1946 räumte ein britisches Bataillon die Kaserne, damit der polizeiliche Lehrgangsbetrieb im Juni 1946 beginnen konnte. Die Polizeischule war als Landespolizeischule Niedersachsen (LPSN) bis 1997 zentraler Standort für die Aus- und Fortbildung der Polizei Niedersachsen und ist dies bis heute (2011), aber in anderer Organisationsform.

## Weitere Entwicklung

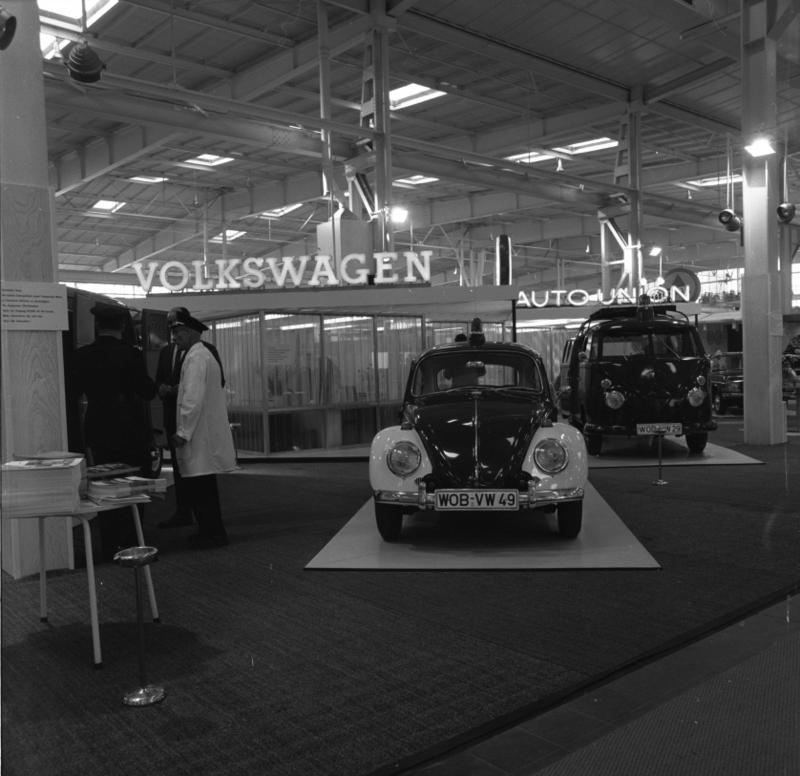
Internationale Polizeiausstellung 1966 in Hannover

In der Anfangszeit bestand die Polizei in Niedersachsen, die durch das niedersächsische Polizeigesetz von 1951 begründet wurde, aus den beiden Sparten:
- Schutzpolizei mit Wasserschutzpolizei und Bereitschaftspolizei als uniformierte Polizei
- Kriminalpolizei als zivile Polizei mit der Weiblichen Kriminalpolizei

1952 kam die Nachrichtenpolizei Niedersachsen als weitere Sparte der nicht-uniformierten Polizei hinzu, die durch Erlass des Niedersächsischen Innenministeriums begründet wurde. Die Gründung knüpft inhaltlich an den Polizeibrief der alliierten Militärgouverneure von 1949 zur Überwachung umstürzlerischer Tätigkeiten an.
Die nachfolgende, durch Erlass des Niedersächsischen Innenministeriums 1952 festgelegte Aufgabenverteilung wurde im Wesentlichen bis zur Polizeireform von 1994 beibehalten. Der Schutzpolizei war weiterhin für die verkehrspolizeilichen Aufgaben zuständig. Die Zuständigkeiten bei der Straftatenbekämpfung regelte ein Erlass des Niedersächsischen Innenministeriums vom 28. April 1952, aber auch die gesamte genaue organisatorische Struktur der Polizei. Die uniformierte Polizei war für die Bearbeitung der leichten Kriminalität (einfacher Diebstahl, Betrug, Körperverletzung, Hehlerei, Nötigung) und bei schweren Straftaten für die erste Tatortsicherung zuständig.
Die Kriminalpolizei wurde angewiesen, schwere und die öffentliche Sicherheit beeinträchtigende Straftaten (organisierte Kriminalität, Mord, Totschlag, Sexualverbrechen, Raub, schwerer Diebstahl, Betrug, Wirtschaftsstraftaten, Geiselnahmen, Entführungen, Anschläge, Vermisstenfälle) zu bearbeiten sowie Delikte von Berufsverbrechern. Bei Delikten mit Minderjährigen war die Weibliche Kriminalpolizei zuständig, die bei einer Umorganisierung der niedersächsischen Polizei 1974 in die Kriminalpolizei integriert wurde.
Die Nachrichtenpolizei ermittelte bei Staatsschutzdelikten und Fällen von Politisch motivierter Kriminalität. Außerdem befasste sie sich auf Grundlage der Gefahrenabwehr mit verfassungsfeindlichen Bestrebungen. Auch sie wurde bei einer Umorganisierung 1974 in die Kriminalpolizei integriert, der ihre Aufgaben übertragen wurden.

## Uniformsymbole

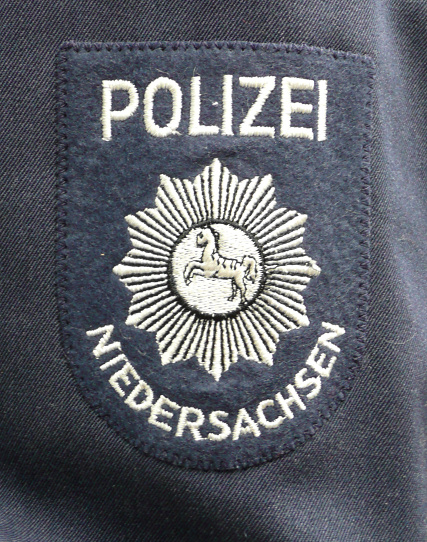
Ärmelabzeichen der alten blau/grauen Uniform bis 1976
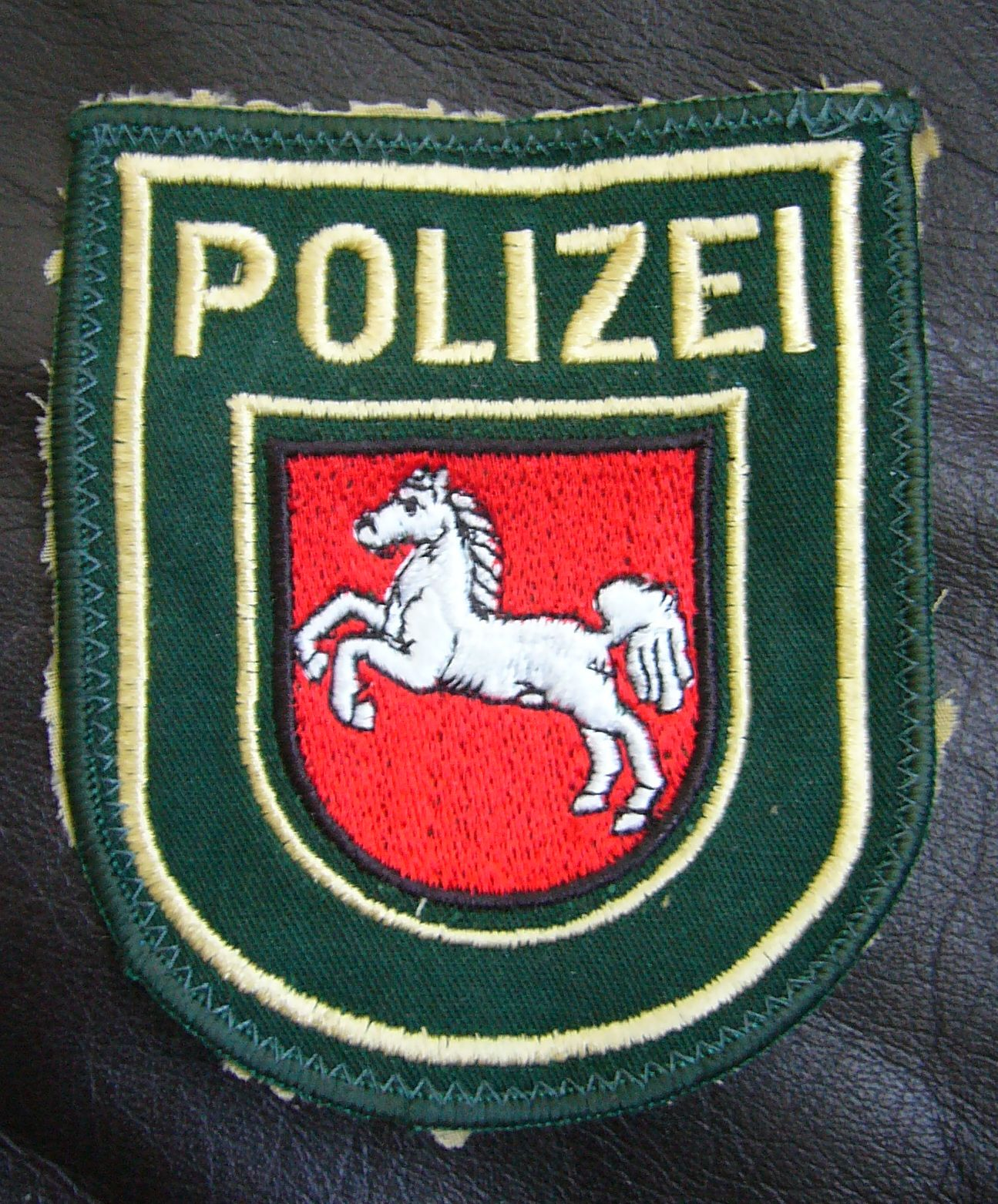
Ärmelabzeichen der moosgrün/beigen Uniform 1977–2005
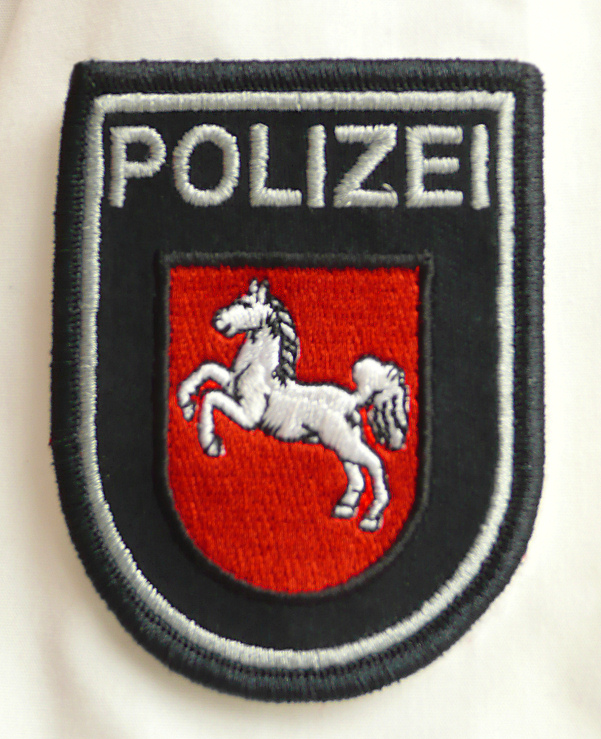
Ärmelabzeichen der neuen blauen Uniform ab 2006

## Reformen
Die erste größere Polizeireform nach dem Zweiten Weltkrieg erfolgte in Niedersachsen 1974. Anlass war die seit Anfang der 1960er Jahre rasant angestiegene Kriminalität. Wesentliche Reformpunkte waren:
- Einführung von "Rund um die Uhr"-Lagediensten der Polizei bei den regionalen Bezirksregierungen und im Landeskriminalamt sowie Schaffung von örtlichen Kriminaldauerdiensten
- Räumliche Anpassung der polizeilichen Zuständigkeit an die neuen Verwaltungsgrenzen durch die niedersächsische Gebiets- und Verwaltungsreform von 1974
- Integration der Nachrichtenpolizei (heute: Polizeilicher Staatsschutz) in die Kriminalpolizei
- Bildung von Fahndungskommandos

Bei der nächsten größeren Polizeireform von 1994 wurden die Sparten Schutz- und Kriminalpolizei zusammengeführt. Außerdem wurde bereits 1992 für die Polizeivollzugsbeamten und -beamtinnen die zweigeteilte Laufbahn eingeführt, in der es nur noch den gehobenen und den höheren Dienst gibt.
Die gegenwärtige (2021) Struktur der Polizeiorganisation in Niedersachsen entstand durch eine Umorganisierung im Jahre 2004. Dabei wurde die Polizei aus den vier 2004 aufgelösten Bezirksregierungen (Braunschweig, Hannover, Oldenburg, Lüneburg) herausgenommen. Daraus entstanden die gegenwärtigen Polizeidirektionen in der Fläche, zuvor gab es nur zwei städtische Polizeidirektionen in den Großstädten Braunschweig (Polizeidirektion Braunschweig) und Hannover (Polizeidirektion Hannover). Hinzu kamen 2004 Göttingen und Osnabrück als weitere Standorte für Polizeidirektionen in der Fläche sowie die Zentrale Polizeidirektion Niedersachsen für zentrale und technische Aufgaben.
Am 1. Oktober 2007 wurden die Polizeiausbildung sowie die polizeiliche Fortbildung reformiert. Die bis dahin nebeneinander bestehenden Aus- und Fortbildungseinrichtungen "Fakultät Polizei" an der Niedersächsischen Fachhochschule für Verwaltung und Rechtspflege in Hildesheim sowie das "Bildungsinstitut der Polizei Niedersachsen" wurden zur Polizeiakademie Niedersachsen zusammengeführt.
2012 wurde der Kampfmittelbeseitigungsdienst aus der Landespolizei ausgegliedert und dem Landesamt für Geoinformation und Landesvermessung Niedersachsen (LGLN) unterstellt.